# 1893 (Локі)
«1893» —третій епізод другого сезону та загалом дев'ятий епізод американського телесеріалу Локі, заснованого на коміксах Marvel Comics із персонажем Локі. У ньому показано, як Локі працює з Мобіусом М. Мобіусом Хантером B-15 та іншими членами Управління дисперсії в часі (TVA), щоб відправитися в 1893 рік у пошуках Равонни Ренслейєр і Міс Хвилин. Там вони зустрічають варіант Того, Хто Залишається, Віктора Часового. Дія епізоду розгортається в кінематографічному всесвіті Marvel (MCU), що є спадкоємністю з фільмами франшизи. Його телеспектакль був написаний головним сценаристом Еріком Мартіном і командою сценаристів Касри Фарахані та Джейсона О'Лірі за оповіданням Мартіна, а режисером став Фарахані.
Том Хіддлстон повторює свою роль Локі з серії фільмів, знімаючись разом із Софією Ді Мартіно, Гугу Мбата-Рау (Відступник), Вунмі Мосаку (Мисливець B-15), Юджином Кордеро, Тарою Стронг (Міс хвилини), Джонатаном Мейджерсом (Той, Хто) Remains / Timely) і Оуен Вілсон (Мобіус), які повторюють свої ролі з першого сезону, разом із Річардом Діксоном і Ке Хуі Куаном . У листопаді 2020 року почалася розробка другого сезону, яка була офіційно підтверджена в липні 2021 року. У лютому 2022 року стало відомо, що Мартін буде сценаристом більшої частини сезону, а Фарахані—режисером сезону в червні 2023 року.
1893»вийшов на Disney+ 19 жовтня 2023 року. Епізод отримав позитивні відгуки від критиків за постановочний дизайн, музику та виступи (зокрема серіалів Majors і Strong), але отримав певну критику за написання.
«

## Сюжет
У штаб-квартирі TVA Уроборос виявляє, що розгалужені часові шкали, знищені генералом Доксом, знову ростуть, загрожуючи перевантажити Temporal Loom і знищити TVA. Лише штучний інтелект Miss Minutes або тимчасова аура Того, Хто залишився, творця TVA, можуть надати доступ для ремонту Ткацького станка.
Локі та Мобіус знають, що Miss Minutes працювала з Равонною Ренслейєр, тому вони відстежують її TemPad на розгалуженій часовій шкалі до Чикаго, спочатку до 1868 року, потім у 1893 році на Всесвітній виставці в Чикаго . Там вони бачать Віктора Таймлі, варіант Того, Хто Залишається, який представляє свій прототип Ткацького станка.  Перед його смертю Той, Хто Залишається, домовився з Міс Мінутс і Ренслаєром про відвідування 1868 року, де вони таємно скинуть Посібник TVA, щоб його знайшов молодий Таймлі; але Локі та Мебіус цього не виявляють. До 1893 року Timely розробила реальні прототипи пристроїв TVA, а також підроблені винаходи як шахрайство за гроші.

Потім за ним женуться чотири групи: Барон-розбійник з розгалуженої шкали часу та його союзники, які хочуть помститися за те, що Таймлі обдурив Барона; Локі та Мобіус, яким потрібна тимчасова аура Таймлі, щоб полагодити Ткацький верстат; Ренслейер і Міс Мінут, які хочуть, щоб Таймлі зайняв місце його варіанта, очолюючи TVA разом із ними, і Сільві, яка хоче вбити Таймлі, щоб запобігти його приходу до влади.
Локі заважає Сільві вбити Таймлі, потім використовує магію, щоб відлякати барона, а Таймлі втікає з Ренслейером і Міс Мінут. Своєчасно розуміє, що Ренслейер дав йому Посібник TVA і дякує їй за це, але потім покидає її за те, що вона запропонувала йому співпрацю. Досягнувши лабораторії Таймлі у Вісконсині, міс Мінут, яка заздрила Ренслаєру, щоб привернути увагу Таймлі, висловлює бажання справжнього тіла та проголошує романтичне кохання до Таймлі, що призводить до того, що Таймлі відмовляє її.
Ренслейер, Локі, Мобіус і Сільві наздоганяють Таймлі, а Сільві отримує контроль. Тимлі благає за своє життя, заперечуючи, що він стане Тим, Хто Залишається, і кажучи, що він може робити свій власний вибір . Сільві щадить Таймлі та дозволяє Локі відвезти його назад до TVA. Потім Сільві відправляє Ренслейера до Цитаделі наприкінці часів. Ренслейер бере з собою Міс Хвилин і реактивує її; вони бачать труп Того, Хто Залишається. Міс Мінут каже, що знає секрет про Ренслаєра, який розлютить її.

### Продовження
Розробка другого сезону «Локі» почалася до листопада 2020 року , що було підтверджено титрами у фіналі першого сезону, який вийшов у липні 2021 року.  У лютому 2022 року Ерік Мартін, сценарист першого сезону, який взяв на себе деякі обов’язки творця серіалу Майкла Уолдрона під час виробництва того сезону,  мав написати всі шість епізодів другого сезону.  Художник-постановник серіалу Касра Фарахані була оголошена режисером сезону в червні 2023 року  , а також стала співавтором сценарію третього епізоду.  Виконавчими продюсерами сезону є Кевін Файгі, Стівен Бруссард, Луїс Д'Еспозіто, Бред Віндербаум і Кевін Р. Райт зі студії Marvel Studios, а також зірки Том Хіддлстон, Джастін Бенсон і Аарон Мурхед, Мартін і Волдрон.  Третій епізод під назвою «1893»  мав телеспектакль, написаний Мартіном і командою сценаристів Фарахані та Джейсона О'Лірі, за оповіданням Мартіна , і був випущений на Disney+ 19 жовтня 2023 року. 
Райт і Мартін попросили Фарахані стати частиною сценаристової кімнати та зрештою поставити епізод після того, як вони побачили його загальну участь у сезоні. Фарахані сказав, що він зможе зрежисерувати лише той епізод, який було знято останнім, оскільки до того часу робота над дизайном буде завершена. 

### Написання
Фарахані сказав, що сцена, коли Локі знаходить діораму зі статуями Тора, Одіна та Бальдра Хороброго на Чиказькому Всесвітньому ярмарку, частково мала на увазі жарт, у якому глядачі очікують побачити статую Локі поряд із статуєю Тора й Одіна лише для того, щоб побачити статую Бальдера. Сцена також була написана як спосіб відновити його стосунки з Асгардом як для персонажа, так і для глядачів і як «Локі має потенціал робити масштабні, потужні, надзвичайно вражаючі речі в масштабі, який може лише Бог». Він також сказав, що ця сцена мала на меті визнати, що діорами на Всесвітній виставці можуть виглядати «досить редукційними» та расово нечутливими, оскільки Локі прокоментував це.  Представлення Victory Timely у цьому епізоді дозволило «розіграти багато крутої драми персонажів», особливо якщо і Локі, і Сільві могли йому довіряти.  Фарахані описав стосунки Міс Хвилин і Равонни Ренслейер у цьому епізоді як «непристойні», оскільки вони були союзниками один одного з зручних причин і «між ними не було справжньої доброї волі». Їхня розмова про «мовчазне перемир’я» наприкінці епізоду відбулася в Цитаделі наприкінці часів, щоб це могло відбутися «в присутності Того, Хто Залишається, хто, перш за все, є творцем [їхньої] ворожнечі». 

### Кастинг
У епізоді зіграли Том Хіддлстон у ролі Локі, Софія Ді Мартіно у ролі Сільві, Гугу Мбата-Роу у ролі Равонни Ренслейєр,  Вунмі Мосаку у ролі Мисливця B-15, Юджин Кордеро у ролі Кейсі  :50:06–50:38Тара Стронг — Міс Хвилини,  Річард Діксон — Барон-Розбійник,  :50:06–50:38Джонатан Мейджорс у ролі Віктора Таймлі  і Той, Хто залишається,  :50:06–50:38Ке Хуі Куан у ролі Уробороса «OB» і Оуен Вілсон у ролі Мобіуса М. Мобіуса .  Також у головних ролях Росс Гетт у ролі Гая Пеннімена III  :51:20і Насрі Томпсон у ролі молодого Віктора Таймлі.  Композитор серіалу Наталі Холт виконує епізодичну роль музиканта. 

### Дизайн
Райт вважав, що знімальний майданчик для Всесвітньої виставки був більшим, ніж той, який був побудований для Ламентіса в першому сезоні,  що, за словами Фахарані, змусило команду бути обережною та уникати перевищення бюджету під час будівництва, головним чином через те, що це був один епізод. встановити.  Фахарані розповів, що він завжди намагається створювати декорації у своїй постановці, які пропонують ракурси камери, щоб оператор і режисер знали, як вони хочуть зняти сцену. Завдяки цьому процесу Фахарані був радий отримати епізод із декораціями, які, як він міг гарантувати, будуть зняті так, як він хотів.  Повертаючись до «Цитаделі наприкінці часів» наприкінці епізоду, Фарахані хотів відобразити, як час почав впливати на неї після подій у кінці першого сезону, де знімальна площадка була показана в стані розкладання разом із гниючий труп Того, Хто Залишається. 

### музика
В епізоді представлена фортепіанна версія регтайму фанфар Marvel Studios. 

## Маркетинг
Після випуску епізоду Marvel оголосила про товари, натхненні цим епізодом, як частину своєї щотижневої рекламної акції «Marvel Must Haves» для кожного епізоду серіалу, включаючи одяг, постер і Funko Pops для Сільві, Renslayer з Miss Minutes і Victor Timely. . 

## Рецепція

### Аудиторія
За даними Nielsen Media Research, які вимірюють кількість хвилин, які глядачі Сполучених Штатів переглянули по телевізору, «Локі» був п’ятим за кількістю переглядів оригінальним серіалом у потокових сервісах за тиждень з 16 по 22 жовтня 2023 року з 525 мільйонами хвилин перегляду , що на 10,7% менше порівняно з попереднім тижнем. 

### Критична відповідь
Веб-сайт агрегатора оглядів Rotten Tomatoes повідомляє про рейтинг схвалення 80% на основі 10 відгуків. 
Тереза Лаксон з Collider сказала, що цей епізод «зробить багато важкої роботи до кінця сезону». Вона відчула, що введення Timely було «ще одним різким зрушенням» від Majors, і їй сподобався той факт, що кожен із його варіантів Kang мав різні особистості. Називаючи реакцію Miss Minutes на те, що Renslayer припав до Timely, «найважливішим моментом епізоду», Лаксон назвав «приємно бачити, наскільки дріб’язковим і егоїстичним може бути маленький штучний годинник», і вважав, що Miss Minutes буде «ключовим гравцем». "на решту сезону. Обстановка 1893 року також була яскравою для Лаксона. 
Сіддхант Адлакха ' Vulture оцінив епізод на 3 зірки з 5, оскільки він був «розважальним у стрибках» і має «відповідну епосі естетику газового світла», але його ключовим недоліком була його «драматична структура», оскільки «цілі персонажів» значною мірою перекриваються». Адлахі здавалося, що «будь-який конфлікт заснований на непорозумінні». Найкращою частиною епізоду для Адлахи було остаточне рішення Сільві пощадити або вбити Таймлі, «оскільки її віра у свободу волі стикається з її вбивчими інстинктами зберегти ту саму свободу». 
Space.com's Fran Ruiz wrote that the episode "is fun to watch, but comes across as mostly busywork and a collection of set-ups." Ruiz highlighted that Timely seemed "innocent" and "insecure", but is an intelligent and "proud swindler". Ruiz described Timely as an "exaggerated" scientist caricature in the first half of the episode but felt that Majors brought "convincing humanity" as Timely in the second half by "juggling both curiosity and fear".
Вільям Г’юз ' AV Club дав епізоду оцінку «B-», в основному критикуючи «вчинки персонажів, які не створюють жодного зв’язного цілого», включаючи «перестрибування Ренслейєра від мотивації до мотивації», тоді як автоматична мета Локі: зберегти TVA "залишається дивним чином недоопрацьованим". Однак Г’юз похвалив сценарій і акторську гру Мейджорса за те, що вони посіяли зерно того, чому Таймлі може стати Тим, Хто Залишається, через «бачення» Таймлі та «глибоке бажання ізоляції, незалежності та, перш за все, контролю». Хьюз також похвалив гру ДіМартіно в ролі Сільві за «емоційний резонанс» у втіленні «відкритої рани, яка відчайдушно шукає місця та способу загоїтися». 

### Подяки
Стронг була названа однією з почесних згадок TVLine «Виконавиця тижня» ' її виступ у цьому епізоді. На сайті вважають, що озвучка Стронг значно додала до «неприємного розкриття» і що вона отримала велике задоволення від «смачного діалогу».